# Rolf Bernhard
Pour les articles homonymes, voir Bernhard.
Rolf Bernhard (Frauenfeld, 13 décembre 1949) est un ancien athlète suisse, spécialisé dans le saut en longueur.
Bernhard a battu le record de Suisse pour la première fois en 1971 avec un saut de 7,66 m. Au cours des années suivantes il a battu ce record à plusieurs reprises. Il dépassa les 8 m en 1975. Il obtient son record personnel de 8,14 m le 1er août 1981 à Ebensee. Ce record suisse a été battu en 2003, soit 22 ans plus tard, par Julien Fivaz. 
En 1974, il obtint la cinquième place aux Championnats d'Europe d'Athlétisme et en 1981 il devint champion d'Europe indoor.
Il fut plusieurs fois champion de Suisse et fut désigné sportif de l'année en 1975.